# Planeador militar
El planeador militar, un derivado del planeador, fue empleado por las Fuerzas Armadas de diversos países para transportar soldados y equipos pesados a una zona de combate, principalmente durante la Segunda Guerra Mundial. Estas aeronaves sin motor eran remolcadas al despegar y durante la mayor parte de su trayecto hasta su objetivo por aviones militares de transporte, como el C-47 Skytrain/Dakota o bombarderos relegados a tareas secundarias, como el Short Stirling. Los planeadores militares no se mantenían planeando por mucho tiempo. Una vez soltados por sus aviones remolcadores, estos aterrizarían en cualquier terreno abierto cerca del objetivo, con la esperanza de evitar el menor daño posible a los tripulantes y la carga, ya que la mayoría de zonas de aterrizaje no eran adecuadas para tal fin. Debido a la naturaleza singular de sus misiones, los planeadores militares eran considerados como descartables y se construían con materiales poco costosos, como la madera.
El aterrizaje de soldados en planeadores era llamado desembarco aéreo, al contrario de los paracaidistas militares. El aterrizaje en paracaídas hacía que los soldados se esparcieran en una amplia zona de salto, mientras que los planeadores podían aterrizar soldados en grandes cantidades exactamente en el área de aterrizaje. Además, cuando el planeador era soltado a cierta distancia del objetivo, era silencioso y difícil de identificar por el enemigo. Se desarrollaron grandes planeadores para transportar equipos pesados tales como cañones antitanque, cañones antiaéreos, pequeños vehículos como el Jeep Willys y también tanques ligeros como el Mk VII Tetrarch. Estos equipos pesados hicieron que las fuerzas aerotransportadas ligeramente armadas fuesen mucho más efectivas. Los soviéticos también experimentaron con métodos para desplegar tanques ligeros desde el aire, incluyendo al Antonov A-40, un tanque ligero planeador con alas desmontables.
Para la guerra de Corea, los helicópteros ya habían reemplazado a los planeadores. Estos tienen la ventaja de poder evacuar soldados, además de desplegarlos con mayor precisión en el campo de batalla. También se habían hecho avances en los aviones de transporte, al punto que hasta los tanques ligeros podían ser lanzados en paracaídas. Actualmente, solo las Fuerzas Especiales utilizan planeadores para incursiones silenciosas a pequeña escala.     

## Desarrollo
Los iniciales propósitos recreativos de los planeadores fueron rápidamente reemplazados por aplicaciones militares en la Unión Soviética y la Alemania nazi, principalmente para el entrenamiento de pilotos. Hacia 1934, la Unión Soviética tenía 10 escuelas de vuelo sin motor y 57.000 pilotos de planeadores habían obtenido sus licencias de vuelo.
En 1932, la Unión Soviética hizo la demostración del TsK Komsula, un planeador de cuatro plazas diseñado por G. F. Groschev que también podía ser empleado para transporte de carga. Entonces se desarrollaron planeadores más grandes, culminando en 1935 con uno de 18 plazas en el Instituto Militar de Leningrado. El coronel de la Luftwaffe Kurt Student visitó Moscú como parte del programa de colaboración militar con la Unión Soviética. A su regreso, reportó a sus superiores en Berlín los detalles del lanzamiento en paracaídas de 1.500 hombres y los grandes planeadores de transporte que había visto. En consecuencia, la Luftwaffe abrió una escuela de paracaidistas en 1937. Las posteriores pruebas de campo convencieron a Student que se necesitaba una aeronave para suministrar las armas pesadas a los paracaidistas ligeramente armados. Esta idea fue ignorada hasta octubre de 1938, cuando Student había sido ascendido a Mayor-General y fue nombrado Inspector de las Fuerzas Aerotransportadas. Se le asignó a Hans Jacobs de la Deutsche Forschungsanstalt für Segelflug (DFS) el desarrollo de un planeador para transporte de tropas, dando origen al DFS 230, que podía transportar 9-10 soldados completamente equipados o 1.200 kg. 

## Planeadores militares alemanes
Los alemanes fueron los primeros en emplear planeadores militares, utilizándolos por primera vez en la Batalla del fuerte Eben-Emael y la captura de los puentes sobre el Canal Alberto en Veldwezelt, Vroenhoven y Kanne el 10 de mayo de 1940, con 41 planeadores DFS 230 que transportaban 10 soldados, siendo soltados por los Junkers Ju 52 que los remolcaban. Diez planeadores aterrizaron en el techo cubierto de hierba del fuerte. Apenas 20 minutos después del aterrizaje, las tropas aerotransportadas habían neutralizado el fuerte solo teniendo 6 muertos y 20 heridos. Hitler estaba ansioso por obtener la mayor publicidad posible, por lo cual se les ofreció visitas guiadas del fuerte a varios agregados militares. En consecuencia, los británicos, estadounidenses y japoneses se dieron cuenta rápidamente de los métodos que habían sido utilizados. Para mediados de la década de 1940, tanto Japón como el Reino Unido tenían programas activos de planeadores militares.
Entonces empezó el desarrollo de planeadores más grandes, tales como el Gotha Go 242 (23 soldados) y el Messerschmitt Me 321 (130 soldados) para transportar armamento pesado en previsión de la Operación León Marino y la Operación Barbarroja.
Alemania también empleó planeadores en Grecia en 1941. El 26 de abril de 1941, los soldados de 6 planeadores DFS 230 capturaron el puente sobre el Canal de Corinto acompañados por los paracaidistas de 40 aviones (afortunadamente, los británicos fueron capaces de demoler el puente unas pocas horas después). A continuación el General Student convenció a Hitler que Creta podía ser capturada empleando solamente tropas aerotransportadas. En consecuencia, el 20 de mayo de 1941 despegaron desde Grecia continental 500 aviones de transporte alemanes y 74 planeadores DFS 230. Durante la captura de la isla, de las 13 000 tropas aerotransportadas alemanas enviadas, 5.140 resultaron muertas o heridas. De los 350 aviones alemanes destruidos en la operación, la mitad eran Junkers Ju 52, que redujeron seriamente la fuerza necesaria para la invasión de la Unión Soviética al poco tiempo. Por lo tanto, Hitler juró nunca volver a utilizar sus fuerzas aerotransportadas en grandes números.
Durante la guerra tuvieron lugar algunas operaciones alemanas con planeadores, como el rescate de Benito Mussolini en el Gran Sasso y reabastecimientos de emergencia en Rusia, el norte de África y Europa del Este hacia el final de la guerra. El Junkers Ju 322 Mammut ("Mamut") fue el planeador militar más grande construido, pero nunca fue empleado. No todos los planeadores militares fueron ideados para transporte. El Blohm & Voss BV 40 fue un caza planeador diseñado para atacar las formaciones de bombarderos Aliados, pero no entró en combate.

## Planeadores militares británicos

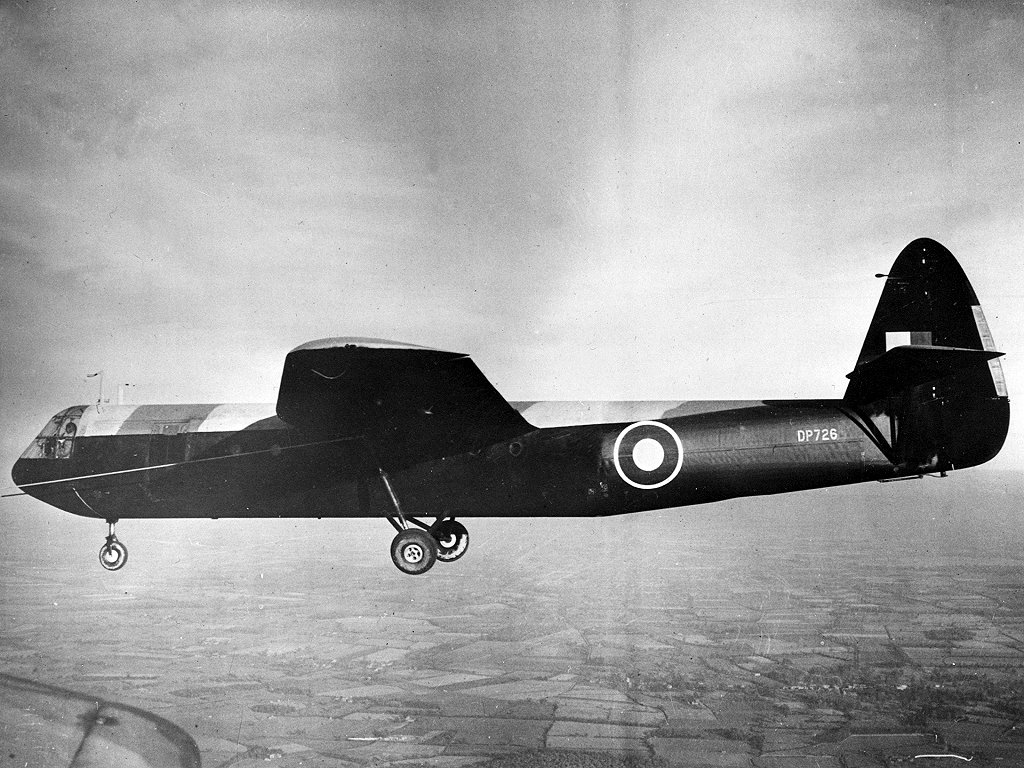
Un Airspeed AS.51 Horsa en vuelo

El desarrollo de planeadores militares británicos empezó a mediados de 1940, impulsado por el asalto al fuerte Eben-Emael. Entre los modelos desarrollados estaban el Airspeed Horsa para 28 soldados y el planeador de carga General Aircraft Hamilcar con una capacidad de 7 toneladas. El Hamilcar podía transportar vehículos, cañones antitanque y tanques ligeros al combate. El General Aircraft Hotspur - originalmente planeado como un planeador de asalto compacto para transportar una pequeña cantidad de soldados - fue empleado para entrenar a los pilotos del Ejército británico que formaron el Regimiento de Pilotos de Planeador. El Slingsby Hengist fue un diseño de reserva que no fue necesario cuando el Waco CG-4 (llamado "Hadrian" en servicio británico) de fabricación estadounidense y capacidades similares estuvo disponible en grandes cantidades a través del Lend-Lease. De los 3.600 planeadores Horsa construidos, 400 fueron suministrados a las Fuerzas Aéreas del Ejército de los Estados Unidos.
Las más conocidas operaciones británicas donde se emplearon planeadores fueron la fallida Operación Freshman contra una fábrica de agua pesada bajo control alemán en Noruega en 1942, la captura del Puente Pegasus en un golpe de mano (Operación Deadstick) al inicio de la invasión de Normandía, la Operación Dragoon (invasión del sur de Francia), la Operación Market Garden (el aterrizaje cerca al puente de Arnhem para tratar de capturar una cabecera de puente sobre el bajo Rin) y la Operación Varsity (cruce del Rin). De los 2.596 planeadores desplegados en la Operación Market Garden, 2.239 lograron aterrizar hombres y equipos en sus zonas de aterrizaje designadas.
Aunque los planeadores todavía son empleados por la Royal Air Force en la Royal Air Force Gliding & Soaring Association y para entrenamiento de cadetes en el Cuerpo de Entrenamiento Aéreo, no son empleados en operaciones de combate. Desde 1957 no hay planeadores militares en servicio británico.

## Planeadores militares estadounidenses
El mayor-general Henry H. Arnold, jefe segundo del Mando Aéreo (pasando a ser comandante general de la Fuerza Aérea del Ejército el 9 de marzo de 1942), inició un estudio con vistas a desarrollar un planeador capaz de ser remolcado por un avión. Esta directiva se puso en marcha a través de Instrucciones Técnicas Clasificadas (Classified Technical Instructions, en inglés; CTI-198 el 24 de febrero de 1941 y CTI-203 el 4 de marzo), que autorizaban la obtención de planeadores de 2, 8 y 15 plazas con sus respectivos equipos. Se invitó a 11 compañías a participar en el programa experimental de planeadores, pero solamente cuatro respondieron con interés: la Frankfort Sailplane Company (XCG-1, XCG-2), la Waco Aircraft Company (XCG-3, XCG-4), la St. Louis Aircraft Corp. (XCG-5, XCG-6) y la Bowlus Sailplanes (XCG-7, XCG-8). Solamente la Waco Aircraft Company fue capaz de suministrar los prototipos experimentales de planeadores que cumplían los requisitos del Comando de Pertrechos, el Waco CG-3 de 8 plazas (modificado para producirse como un planeador de 9 plazas) y el Waco CG-4 de 15 plazas. En octubre de 1941, Lewin B. Barringer fue nombrado Especialista en Planeadores del Mando Aéreo del Cuartel General de la Fuerza Aérea del Ejército, siendo puesto bajo el mando del General Arnold y a cargo del programa de planeadores. El impacto del ataque a Pearl Harbor impulsó a Estados Unidos a fijar en 1000 el número de pilotos de planeadores necesarios para volar 500 planeadores de 8 plazas y 500 planeadores de 15 plazas. El número de pilotos necesarios fue incrementado a 6.000 en junio de 1942. Después que Barringer muriese en un accidente aéreo sobre el mar rumbo a África en enero de 1943, el programa fue dirigido por Richard C. du Pont. Más tarde se diseñaron planeadores de mayor tamaño, como el Waco CG-13A (30 soldados) y el Laister-Kauffman CG-10A (42 soldados).
El modelo más empleado fue el Waco CG-4A, que fue utilizado por primera vez en la invasión de Sicilia y participó en el asalto del Día-D en Francia el 6 de junio de 1944, así como en otras importares operaciones aerotransportadas en Europa, tales como la Batalla de las Ardenas, la Operación Market Garden y el cruce del Rin, al igual que en el Frente de China-Birmania-India. El CG-4A tenía un armazón de madera y metal cubierto de tela, era tripulado por dos hombres y podía transportar una carga de 1.683 kg, permitiéndole transportar 13 soldados completamente equipados, o un Jeep o una pieza de artillería ligera. El CG-10 podía transportar una carga de 4.921,47 kg, como dos obuses al mismo tiempo. La última misión donde se emplearon planeadores en la guerra tuvo lugar en Luzón el 23 de junio de 1945. Hacia el final de la guerra, Estados Unidos había construido 14.612 planeadores militares de todo tipo y había entrenado a más de 6.000 pilotos. Los diseños de la Waco Aircraft Company también fueron producidos por una gran variedad de fabricantes, incluso por la Ford Motor Company y la Cessna Aircraft Company, así como por fabricantes de muebles, pianos y ataúdes.
Después de la Segunda Guerra Mundial, Estados Unidos mantuvo en actividad solamente un regimiento de planeadores. Los planeadores fueron empleados en maniobras militares en 1949, pero las operaciones con planeadores fueron eliminadas de las capacidades del Ejército estadounidense el 1 de enero de 1953. Sin embargo, la Fuerza Aérea de los Estados Unidos continua empleando planeadores en la Academia de la Fuerza Aérea para enseñar los fundamentos del vuelo a los cadetes.

## Planeadores militares soviéticos
La Unión Soviética construyó los primeros planeadores militares del mundo a partir de 1932, incluyendo al Grokhovski G63 de 16 plazas, aunque no se construyeron planeadores en grandes cantidades hasta la Segunda Guerra Mundial. Durante la guerra, solamente estaban disponibles dos planeadores ligeros construidos en serie: el Antonov A-7 y el Gribovski G-11 - con unas 1000 unidades de ambos. Un planeador medio, el KC-20, fue construido en pequeñas cantidades. Fueron empleados principalmente para abastecer a los partisanos soviéticos en Bielorrusia con armas y pertrechos en 1942-1943. El 21 de septiembre de 1943, se emplearon 35 planeadores en el cruce del Dniéper. Posteriormente se construyeron otros tipos de planeadores: el Cybin C-25 (25 soldados) en 1944, el Yakovlev Yak-14 (35 soldados) en 1948 y el Ilyushin Il-32 (60 soldados) en ese mismo año. En 1950, un Yak-14 estuvo en los titulares de varios periódicos al ser el primer planeador en volar sobre el Polo Norte.
La Unión Soviética mantuvo tres regimientos de planeadores de infantería hasta 1965. Sin embargo, los planeadores militares de la Fuerza Aérea Soviética fueron gradualmente retirados de servicio con la llegada de los aviones de transporte turbohélice como el Antonov An-24 y el Antonov An-12, que entraron en servicio a fines de la década de 1950.